# Vangueriella rufa
Espèce
Synonymes
- Vangueriopsis rufa Robyns[1]

Vanguriella rufa est une espèce de plantes de la famille des Rubiaceae et du genre Vangueriella.